# Новоіванівська сільська рада (Амвросіївський район)
| Новоіванівська сільська рада — колишній орган місцевого самоврядування у Амвросіївському районі Донецької області з адміністративним центром у с Новоіванівка. Сільській раді підпорядковані населені пункти: - с. Новоіванівка - с. Киселівка - с. Верхньоєланчик - с. Новоєланчик - с. Ольгинське - с. Павлівське - с-ще Улянівське |

## Склад ради
Рада складається з 16 депутатів та голови.

## Керівний склад сільської ради
| ПІБ                                | Основні відомості                                                         | Дата обрання | Дата звільнення |
| ---------------------------------- | ------------------------------------------------------------------------- | ------------ | --------------- |
| Бондаренко Олександр Костянтинович | Сільський голова, 1952 року народження, освіта, член Партії регіонів      | 26.03.2006   | 31.10.2010      |
| Крайнюков Сергій Володимирович     | Сільський голова, 1966 року народження, освіта вища, член Партії регіонів | 31.10.2010   |                 |

Примітка: таблиця складена за даними джерела